# Fasters millioner
Pour plus de détails, voir Fiche technique et Distribution.
Fasters millioner est un film suédois réalisé par Gustaf Molander et sorti en 1934.

## Synopsis
Georg, un homme à femmes, est sur le point de se marier mais à la suite d'un malheureux concourt de circonstance, sa nouvelle femme décide de divorcer.

## Fiche technique
Sauf indication contraire, les informations mentionnées dans cette section peuvent être confirmées par la base de données cinématographiques IMDb,  présente dans la section « Liens externes ».
- Titre : Fasters millioner
- Réalisation : Gustaf Molander
- Scénario : Sölve Cederstrand et Gustaf Edgren d'après la pièce de théâtre Les deux Monsieurs de Madame[2] de Félix Gandéra
- Musique : Jules Sylvain
- Photographie : Elner Åkesson
- Montage : Rolf Husberg
- Société de production : Svensk Filmindustri
- Pays de production :  Suède
- Genre : Comédie romantique
- Durée : 90 minutes
- Date de sortie : 
  - Suède : 6 août 1934

## Distribution
Sauf indication contraire, les informations mentionnées dans cette section peuvent être confirmées par la base de données cinématographiques IMDb,  présente dans la section « Liens externes ».

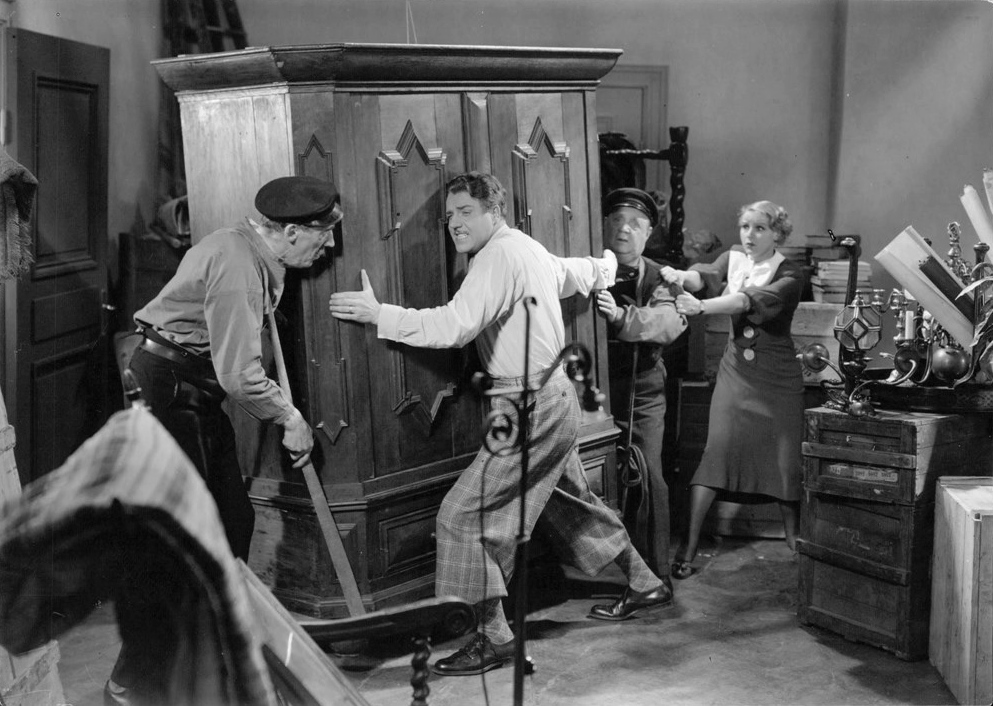
Une scène du film.

- Tutta Rolf : Greta Berger-Lundgren
- Adolf Jahr : Georg Berger
- Karin Swanström : tante Héléne
- Erik Berglund : Adolf Lundgren
- Anna-Lisa Baude : Betty, la bonne
- Eric Abrahamsson : Andersson (non crédité)
- Annalisa Ericson : Astrid (non créditée)